# Korsholms örarna
Korsholms örarna är ett skär i Finland. De ligger i kommunen Pargas stad i landskapet Egentliga Finland, i den sydvästra delen av landet, 190 km väster om huvudstaden Helsingfors.
Terrängen runt Korsholms örarna är mycket platt. Havet är nära Korsholms örarna österut. Runt Korsholms örarna är det mycket glesbefolkat, med 7 invånare per kvadratkilometer. Närmaste större samhälle är Korpo, 5,7 km sydost om Korsholms Örarna. 